# جیمی بروکس (بازیکن فوتبال)
جیمی بروکس (انگلیسی: Jamie Brooks؛ زادهٔ ۱۲ اوت ۱۹۸۳) بازیکن فوتبال اهل بریتانیا است.
از باشگاه‌هایی که در آن بازی کرده‌است می‌توان به باشگاه فوتبال میدنهد یونایتد، باشگاه فوتبال آکسفورد سیتی، باشگاه فوتبال براکلی تاون، باشگاه فوتبال آکسفورد یونایتد، باشگاه فوتبال سلو تاون، باشگاه فوتبال دیدکات تاون، باشگاه فوتبال ابینگدون تاون، و باشگاه فوتبال تاموورث اشاره کرد.